# Imabari Zōsen

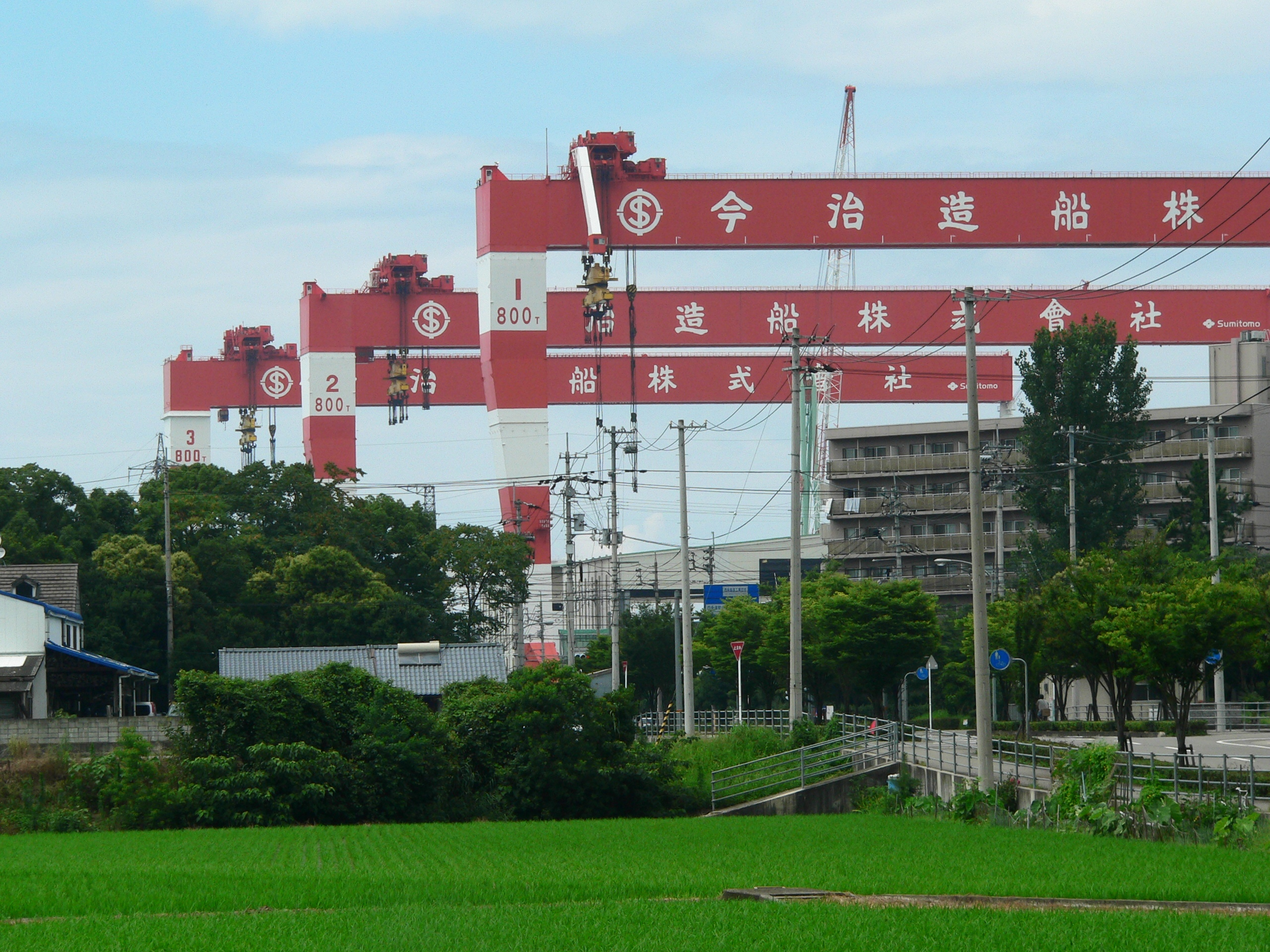
Portalkrane der Werft

Imabari Zōsen K.K. (japanisch 今治造船株式会社 Imabari Zōsen kabushiki-gaisha, englisch Imabari Shipbuilding Co., Ltd.) ist eines der größten japanischen Schiffbau-Unternehmen. Die Unternehmensgruppe, die sich im Besitz der Higaki-Familie befindet, unterhält hauptsächlich Werften auf Shikoku und Honshū sowie eine Werft auf Kyūshū.
Die Werft in Imabari wurde 1901 gegründet. Im Jahr 1942 wurden die Werften in der Stadt Imabari und im Kreis Ochi in der Imabari Zōsen K.K. konsolidiert. Mit der Fuji Maru wurde 1956 das erste Schiff aus Stahl fertiggestellt.
Gemessen an der fertiggestellten Bruttoraumzahl belief sich der Marktanteil Imabaris unter den japanischen Werften 2019 nach eigenen Angaben auf rund 33,5 %. Der weltweite Marktanteil lag bei rund 8,2 %. Damit ist Imabari Zōsen das größte Unternehmen der Branche in Japan und der viertgrößte Schiffbauer weltweit.
Über die Konzerngesellschaft Shoei Kisen besitzt Imabari Zōsen selbst eine Flotte von über 150 Handelsschiffen, die an größere Reedereien verleast werden.
Imabari Zōsen betreibt neben dem Hauptgeschäftsbereich des Schiffbaus ein Hotel in Imabari und vier Golfplätze in den Präfekturen Ehime, Kagawa und Hiroshima.
Im Juli 2021 einigte sich die Imabari-Tochtergesellschaft Shoei Kisen mit der Suez Canal Authority auf die Zahlung einer unbekannten Summe für die Freigabe des Containerschiffs Ever Given. Die Ever Given, die sich im Besitz von Shoei Kisen befindet, zum betreffenden Zeitpunkt aber durch Evergreen Marine betrieben und durch die Schulte Group bereedert wurde, blockierte nach einem Unfall im März 2021 für sechs Tage den Sueskanal. Die Suez Canal Authority hatte in diesem Zusammenhang Schadensersatz in Höhe von 916 Millionen Dollar von Shoei Kisen gefordert. Diese Forderung wurde später auf 550 Millionen Dollar verringert. Shoei Kisen hatte demgegenüber anfänglich eine Zahlung in Höhe von 150 Millionen Dollar angeboten.